# Allyson Aires dos Santos
Allyson Aires dos Santos (San Paolo, 23 ottobre 1990) è un calciatore brasiliano, difensore del Guarani.

## Carriera
Il 1º luglio 2017 viene acquistato a titolo definitivo dalla squadra israeliana del Maccabi Haifa.